# Municipio de Žabljak
El Municipio de Žabljak (en idioma montenegrino: Општина Жабљак) es uno de los veintitrés municipios en los que se encuentra dividida la República de Montenegro. Su capital y ciudad más importante es la localidad de Žabljak.

## Geografía
El municipio se encuentra situado en la zona noroeste de la República Montenegrina, limita al norte con el Municipio de Pljevlja, al sur con el Municipio de Šavnik, al este con el Municipio de Mojkovac y al oeste con el Municipio de Plužine y Bosnia Herzegovina. 

## Demografía
Según el censo realizado en el año 2011 el municipio tiene una población de 3.569 habitantes, de los cuales 1.937 residen en la ciudad de Žabljak que se sitúa como la más poblada del municipio. La siguiente localidad en cuanto a población se refiere es Njegovuđa, que cuenta con 227 residentes.